# Valencia (Bukidnon)
Valencia és una ciutat de la província de Bukidnon, a la regió filipina de Mindanao Septentrional. Segons les dades del cens de l'any 2007 té una població de 162.745 habitants distribuïts en una superfície de 587,29 km².
Valencia està políticament subdividida en 31 barangays.
| - Bagontaas - Banlag - Barobo - Batangan - Catumbalon - Colonia - Concepcion - Dagat-Kidavao - Guinoyuran - Kahapunan - Laligan | - Lilingayon - Lourdes - Lumbayao - Lumbo - Lurogan - Maapag - Mabuhay - Mailag - Mt. Nebo - Nabago | - Pinatilan - Poblacion - San Carlos - San Isidro - Sinabuagan - Sinayawan - Sugod - Tongantongan - Tugaya - Vintar |